# Aeschlen
Aeschlen är en ort och tidigare kommun i kantonen Bern, Schweiz.
1 januari 2010 inkorporerades kommunen Aeschlen i kommunen Oberdiessbach.